# Fredrik Kristian II av Holstein-Augustenburg
Fredrik Kristian II av Holstein-Augustenburg, född 28 september 1765 i Augustenburg, död 14 juni 1814 i Augustenburg, var son till Fredrik Kristian av Holstein-Augustenburg. Han var gift med Lovisa Augusta av Danmark.

## Biografi
Fredrik Kristian hade fått en vårdad uppfostran och stod i livlig beröring med flera av sin tids främsta inom vetenskap och litteratur. Bland annat understödde han Friedrich Schiller. Då den danska kungaätten syntes nära att utslockna på manssidan, förmäldes Fredrik Kristian 1786 för att trygga monarkins bestånd med Lovisa Augusta, officiellt dotter till Kristian VII, men i själva verket utomäktenskapligt barn till drottning Caroline Mathilde och kungens livmedikus Johann Friedrich Struensee. Lovisa Augusta var närmaste arvinge till de danska länderna, under det att Fredrik Kristian ansågs ha arvsrätt till Holstein.
Fredrik Kristian blev nu medlem av danska statsrådet, och då han intresserades sig för skolväsende, kom han under många år att fungera som dansk undervisningsminister. Trots att han hade ganska lite gemensamt med sin svåger, kronprins Fredrik, var förhållandet mellan dem tämligen gott. När Fredrik 1806 ville införliva Holstein med Danmark utan hänsyn till den Augustenborgska linjens arvsanspråk, protesterade dock Fredrik Kristian, och lyckades få det avgörande ordet "oskiljaktigt" utlämnat ur kungörelsen om införlivandet. Det sådde emellertid groll mellan svågrarna, och 1810 kom det till öppen brytning. 
Efter brodern, Karl Augusts död hade Fredrik Kristian hoppats på att bli vald till tronföljare i Sverige, men motarbetades av Fredrik VI, som själv ville bli vald.
Efter detta kom han att dra sig tillbaka från politiken till sitt slott Augustenborg. Vid sin död efterlämnade han en historisk redogörelse för släktens rättigheter och ålade sina söner att fortsätta hävda dem.
Barn:
1. Karolina Amalia av Augustenborg (1796–1881), gift med kung Kristian VIII av Danmark
2. Kristian av Holstein-Augustenborg (1798–1869), gift med grevinnan Louise Danneskjold-Samsøe
3. Fredrik av Holstein-Augustenborg (1800–1865), gift 1829 med grevinnan Henriette Danneskiold-Samsøe (1806-1858), därefter gift 1864 med en amerikansk kvinna vid namn Miss M. Lee (död 1914).